# Bürgerentscheid in Sachsen 2015
Bürgerentscheide in Sachsen sind auf Gemeindeebene ein Recht kommunaler Mitbestimmung. Sie finden statt bei Gebietsveränderungen, wenn es 10 Prozent (Stand: 2015) der Bürger fordern oder wenn es der Gemeinderat mit einer Mehrheit von zwei Dritteln seiner Mitglieder fordert. 2015 gab es in Sachsen mindestens einen Bürgerentscheid.

## Rechtslage
Wie in der Einleitung beschrieben, findet ein Bürgerentscheid bei Gemeindefusionen, Eingemeindungen oder ähnlichen Gebietsveränderungen obligatorisch statt. Zudem können zehn Prozent (Stand: 2015) der Bürger der Gemeinde ein Bürgerbegehren an die Gemeinde richten, das Grundlage für den Bürgerentscheid ist. Zudem kann der Gemeinderat einen Bürgerentscheid beschließen. Gegenstand des Entscheidungsvorschlages dürfen alle Themen sein, die in die Zuständigkeit des Gemeinderats fallen, mit Ausnahme von Weisungsaufgaben, Fragen der inneren Organisation der Verwaltung, Haushaltssatzungen, Jahresabschlüssen, Regelungen der Sächsischen Gemeindeordnung oder gesetzeswidriger Ziele. Der Entscheidungsvorschlag muss mit „Ja“ oder „Nein“ zu beantworten sein und die Mehrheit der abgegebenen Stimmen erhalten um erfolgreich zu sein, jedoch nur, wenn mindestens 25 % der Stimmberechtigten zustimmen. In den kreisfreien Städten kann der Stadtrat durch die Festlegung der Hauptsatzung dieses Quorum auf bis zu 15 % senken. Ein erfolgreicher Bürgerentscheid kommt einem Gemeinderatsbeschluss gleich und kann innerhalb von drei Jahren nur durch neuerlichen Bürgerentscheid aufgehoben werden.

## Liste
Erfolgreich sind Bürgerentscheide dann, wenn sowohl die Spalte „JA“, als auch die Spalte „JA-Quorum“ grün markiert ist.
| Nr. | Gemeinde      | Datum        | Thema | Ergebnis | Ergebnis | Ergebnis | Ergebnis | Ergebnis | Ergebnis | Ergebnis | Erfolg |
| Nr. | Gemeinde      | Datum        | Thema | Stimmberechtigte | ungültige Stimmen | gültige Stimmen | W.-bet.. | JA | NEIN | JA-Quorum | Erfolg |
| --- | ------------- | ------------ | --- | --- | --- | --- | --- | --- | --- | --- | --- |
| 1   | Espenhain     | 7. Juni 2015 | Da die Gemeinde Espenhain 2015 eingemeindet wurde, ist das Abstimmungsergebnis nicht mehr ohne Einsicht in die Stadtarchive Röthas ersichtlich. Abstimmungsfrage und Ergebnis fehlen deshalb hier. Der Bürgerentscheid hatte allerdings ebenfalls die Justizvollzugsanstalt zum Thema. | Da die Gemeinde Espenhain 2015 eingemeindet wurde, ist das Abstimmungsergebnis nicht mehr ohne Einsicht in die Stadtarchive Röthas ersichtlich. Abstimmungsfrage und Ergebnis fehlen deshalb hier. Der Bürgerentscheid hatte allerdings ebenfalls die Justizvollzugsanstalt zum Thema. | Da die Gemeinde Espenhain 2015 eingemeindet wurde, ist das Abstimmungsergebnis nicht mehr ohne Einsicht in die Stadtarchive Röthas ersichtlich. Abstimmungsfrage und Ergebnis fehlen deshalb hier. Der Bürgerentscheid hatte allerdings ebenfalls die Justizvollzugsanstalt zum Thema. | Da die Gemeinde Espenhain 2015 eingemeindet wurde, ist das Abstimmungsergebnis nicht mehr ohne Einsicht in die Stadtarchive Röthas ersichtlich. Abstimmungsfrage und Ergebnis fehlen deshalb hier. Der Bürgerentscheid hatte allerdings ebenfalls die Justizvollzugsanstalt zum Thema. | Da die Gemeinde Espenhain 2015 eingemeindet wurde, ist das Abstimmungsergebnis nicht mehr ohne Einsicht in die Stadtarchive Röthas ersichtlich. Abstimmungsfrage und Ergebnis fehlen deshalb hier. Der Bürgerentscheid hatte allerdings ebenfalls die Justizvollzugsanstalt zum Thema. | Da die Gemeinde Espenhain 2015 eingemeindet wurde, ist das Abstimmungsergebnis nicht mehr ohne Einsicht in die Stadtarchive Röthas ersichtlich. Abstimmungsfrage und Ergebnis fehlen deshalb hier. Der Bürgerentscheid hatte allerdings ebenfalls die Justizvollzugsanstalt zum Thema. | Da die Gemeinde Espenhain 2015 eingemeindet wurde, ist das Abstimmungsergebnis nicht mehr ohne Einsicht in die Stadtarchive Röthas ersichtlich. Abstimmungsfrage und Ergebnis fehlen deshalb hier. Der Bürgerentscheid hatte allerdings ebenfalls die Justizvollzugsanstalt zum Thema. | Da die Gemeinde Espenhain 2015 eingemeindet wurde, ist das Abstimmungsergebnis nicht mehr ohne Einsicht in die Stadtarchive Röthas ersichtlich. Abstimmungsfrage und Ergebnis fehlen deshalb hier. Der Bürgerentscheid hatte allerdings ebenfalls die Justizvollzugsanstalt zum Thema. | Da die Gemeinde Espenhain 2015 eingemeindet wurde, ist das Abstimmungsergebnis nicht mehr ohne Einsicht in die Stadtarchive Röthas ersichtlich. Abstimmungsfrage und Ergebnis fehlen deshalb hier. Der Bürgerentscheid hatte allerdings ebenfalls die Justizvollzugsanstalt zum Thema. |
| 1   | Neukieritzsch | 7. Juni 2015 | Die Gemeinde Neukieritzsch (in der Verbandsversammlung des Zweckverbandes Planung und Erschließung Witznitzer Seen, vertreten durch den Bürgermeister) stimmt in der Verbandsversammlung des Zweckverbandes Planung und Erschließung dem Erlass des vorhabenbezogenen Bebauungsplans „Seehaus Nordufer Hainer See – Jugendstrafvollzug in freien Formen“, der die Errichtung eines offenen Jugendstrafvollzuges für jugendliche Straftäter ermöglicht, zu. | 5.884 | 60 | 3.430 | 59,3 % | 1.193 34,8 % | 2.237 65,2 % | 1.471 Nein | [ Anm. 1 ] |

## Anmerkung
1. 1 2 3  Der Bürgerentscheid hatte das Ziel den Bebauungsplan, der durch den Gemeinderat beschlossen wurde, zu verhindern. Der Bürgerentscheid fiel damit inhaltlich im Sinne der Bürger aus, die das Bürgerbegehren angeschoben hatten (Mehrheit bei Nein). Aufgrund der Rechtslage haben aber zu wenig Abstimmende gegen das Ansinnen der Antragsteller gestimmt (also mit Ja), was dazu geführt hat, dass das Bürgerbegehren am Quorum scheiterte.
In diesem Fall fällt die Entscheidung wieder dem Gemeinderat zu. Dieser hat sich erneut für den Bebauungsplan ausgesprochen, obwohl die Mehrheit der Abstimmenden gegen den Bebauungsplan war.

## Belege
1. ↑  Barbara Klepsch: Kleine Anfrage der Abgeordneten Antonia Mertsching (DIE LINKE). Drs.-Nr.: 7/13717. Sächsischer Landtag, 24. Juli 2023, abgerufen am 10. Januar 2024.
2. ↑  REVOSax Landesrecht Sachsen - Sächsische Gemeindeordnung – SächsGemO. Abgerufen am 26. Dezember 2024.
3. ↑  REVOSax Landesrecht Sachsen - Sächsische Gemeindeordnung – SächsGemO. Abgerufen am 26. Dezember 2024.
4. ↑  Gemeinde Neukieritzsch: Gemeindebote. Amtsblatt der Gemeinde Neukieritzsch. 20. Juni 2015, abgerufen am 10. Januar 2025.
5. ↑  https://seehaus-ev.de, Franz Steiner: Seehaus am Hainer See: Bebauungsplan doch noch verabschiedet. In: Seehaus e.V. 30. Juli 2015, abgerufen am 10. Januar 2025.